# Isla Hoste
La isla Hoste forma parte del archipiélago de Tierra del Fuego ubicado en la región austral de Chile. Pertenece al sector que para su estudio se ha denominado como de las islas del S y SE.
Administrativamente pertenece a la Región de Magallanes y de la Antártica Chilena, Provincia Antártica Chilena, comuna Cabo de Hornos. La isla queda dentro del parque nacional Alberto de Agostini.
Desde hace aproximadamente 6000 años hasta mitad del siglo XX sus costas fueron habitadas por los pueblos kawésqar y yagán. A comienzos del siglo XXI estos pueblos habían sido prácticamente extinguidos por la acción del hombre blanco.

## Historia
Debido a su carácter montañoso y accidentado y a la carencia de recursos, la isla ha estado deshabitada, excepto las costas del sector este recorridas por los yámanas y las del sector occidental recorridas por los kawésqar, pueblos que a mediados del siglo XIX prácticamente habían desaparecido por la acción del hombre blanco.
La isla era visitada frecuentemente por los indígenas yámanas y kawesqar quienes acudían a buscar en ella y otras islas cercanas la pirita de hierro, mineral con el que conseguían las chispas necesarias para encender fuego.
Forma parte del parque nacional Alberto de Agostini dependiente de la Corporación Nacional Forestal.
En marzo de 1830 el comandante Fitzroy en una embarcación del HMS Beagle recorrió el sector sur de la isla Hoste hasta el seno Año Nuevo. Posteriormente durante abril del mismo año estuvo fondeado con el Beagle en bahía Orange y desde allí envió al teniente Stokes a inspeccionar el sector NW de isla Hoste.
En enero y febrero de 1833 el comandante Fitzroy con el HMS Beagle estuvo fondeado en el paso Goree y en embarcaciones recorrió el sector de las islas del S y SE del archipiélago de Tierra del Fuego. Durante ese período desembarcó en Wulaia a los 3 fueguinos sobrevivientes de su viaje a Inglaterra —Jemmy Button, Fuegia Basket y York Minster— y completó el reconocimiento y levantamiento hidrográfico de los canales Beagle y Ballenero. Estuvo en el canal Murray, Brazo del Noroeste, seno Darwin, canal O'Brien, canal Ballenero, bahía Cook y Brazo del Sudoeste.
En el año 1892 la misión anglicana «Bayly» —en la isla homónima de las Wollaston— fue trasladada a la costa meridional de la entrada a la bahía Allen Gardiner, ubicada en el sudeste de la isla Hoste, a la cual llamaron «Tekenika» (nombre aborigen de la bahía). En el año 1906 el obispo Edward Francis Every —sucesor en 1902 de Waite Hockin Stirling que lo era a su vez desde 1869— decidiría el traslado de los efectos de la misión de Ushuaia y de Tekenika a la bahía Douglas, en la costa sudoeste de la isla Navarino.
A fines del siglo XIX fue profusamente explorada y documentada por la expedición científica francesa al Cabo de Hornos (1882-1883), llevada por la nave "Romanche". Posteriormente fue ocupada parcialmente por concesiones ganaderas del gobierno chileno sin éxito y luego abandonada. Algunas familias yámanas la habitaron hasta fines del siglo XX también asoladas por pescadores y aventureros. A fines de los años setenta, como consecuencia de la tensión bélica entre Chile y Argentina, se utilizó como refugio para naves de guerra chilenas, sin ser habitada en forma permanente.
En la novela Magellania, Jules Verne describió una república imaginaria en la isla Hoste.
En las postrimerías del siglo XX fue objeto de una expedición científico-geográfica dirigida por el ingeniero Jorge Milla, que atravesó desde el Estero Fouque, en el sector oriental, atravesó el lago La Monneraye y arribó hasta la bahía Helada en el Estero Ponsonby. El grupo alcanzó el seno Año Nuevo, ubicado en la parte austral de la isla. Se determinó que la cubierta vegetal presente es débil y frágil siendo todo el suelo de la isla saturado de agua, sin embargo por la topografía parece adecuada para su exploración en kayak. El sector oriental de la isla, la península Cook, permanece inexplorado. El sector norte y occidental, han sido habitados y explorados en ciertos períodos. 
```
El 14 de julio de 1929 el reconocido antropólogo australiano  Walter Baldwing Spencer falleció en la isla luego de enfermar y sufrir un ataque al corazón. Se hallaba en la isla investigando a los nativos yamánamas, hoy extintos.
```

## Geografía
Es una de las de mayor superficie del archipiélago de Tierra del Fuego, mide aproximadamente 65 millas de E-O y 45 millas de N-S. También es una de las mayor extensión de costa debido a que está formada por cinco penínsulas: Cloué, Rous, Hardy, Pasteur y Dumas entre las cuales penetra el mar formando grandes senos y bahías.
Por el norte de la isla corren el Brazo del Sudoeste y el canal Beagle, por el este el canal Murray, el seno Ponsonby y la bahía Nassau. por el sur el océano Pacífico y por el oeste la bahía Cook. Es muy montañosa con cumbres en su mayor parte cubiertas de hielo de altura que alcanzan los 1000 metros.
Al oeste, en la península Cloué, se encuentra el campo de hielo Cloue.

### Clima
En el sector de la isla reina casi permanentemente el mal tiempo, cae copiosa lluvia y el cielo está nublado. El clima se considera de carácter marítimo, con temperaturas parejas durante todo el año. El viento predominante es del oeste y sopla casi en forma continua y sin interrupción. Se puede decir que el régimen permanente es de mal tiempo bajo todas sus formas.

### Acceso
El acceso a la isla Hoste puede efectuarse por vía marítima, utilizando las naves que realizan el tráfico entre Punta Arenas y Puerto Williams por el canal Beagle. En tal caso conviene descender del buque en el PS Yámana ubicado en la ribera norte del canal Beagle en la isla Grande de Tierra del Fuego y desde allí cruzar en kayak hasta la isla Hoste.